# 罗伯特·斯宾拉德
罗伯特·斯宾拉德（英語：Robert Spinrad，1932年3月22日—2009年9月6日），美国计算机先驱，被称为现代实验室自动化之父。担任施乐公司帕洛阿尔托研究中心主任期间，该中心产生了大量具有深远意义的创新成果。

## 生平
就读哥伦比亚大学电机工程专业时，曾经用废弃的电话交换设备自己制作了一台计算机。后来他在麻省理工学院取得博士学位。
在美国布鲁克黑文国家实验室（Brookhaven National Lab）工作期间，他设计了用于科学实验自动化的真空管计算机Merlin。此外，他还担任过Maniac计算机设计者Nicholas Metropolis的助手。
1970年他参与创建了施乐公司帕洛阿尔托研究中心。1978年成为该中心主任，这期间个人电脑、以太网、激光打印机和面向对象编程等大批技术创新在这里诞生。
他死于肌肉萎缩性侧索硬化症。